# No One Can Stop Us Now
"No One Can One Can Stop Us Now" é um single lançado pela equipe de futebol inglesa Chelsea em 1994, por ter chegado à final da FA Cup de 1994. Atingiu o número 23 na UK Singles Chart.
O adversário daquela final, o Manchester United, também lançou uma canção, Come On You Reds, que chegou ao número 1.